# سوزان گرینجر
سوزان گرینجر (انگلیسی: Susanne Grainger؛ زادهٔ ۳۰ دسامبر ۱۹۹۰) قایقران روئینگ زن اهل کانادا است.
وی در مسابقات کشوری و بین‌المللی در مجموع برندهٔ ۳ مدال نقره، ۲ مدال برنز شده‌است.